# Álvaro José Rodrigues Valente
Álvaro José Rodrigues Valente (Guarujá, Brasil; 24 de septiembre de 1931 – Guarujá, Brasil; 21 de septiembre de 1991) fue un jugador y entrenador de fútbol de Brasil que jugó en la posición de mediapunta. Era hermano del también futbolista Ramiro.

## Carrera

### Club
| Periodo   | Club               |
| --------- | ------------------ |
| 1953–1959 | Santos             |
| 1959–1961 | Atlético de Madrid |
| 1961      | Santos             |

### Selección nacional
Jugó para Brasil en 10 ocasiones de 1955 a 1956 y anotó tres goles; participó en la Copa América 1956.

### Entrenador
Dirigió al Marília AC en 1972.

## Vida personal y muerte
Al retirarse como futbolista pasó a ser guardia de un edificio luego de tener problemas con la diabetes, enfermedad que provocó que le amputaran una pierna y murió en su natal Guarujá el 21 de septiembre de 1991, tres días antes de cumplir los 60 años. En Guarujá se le puso su nombre a una calle como homenaje.

## Logros
- Campeonato Paulista: 1955, 1956, 1958
- Torneio Rio-São Paulo: 1959